# Хајнц Фишер
Хајнц Фишер (Грац, 9. октобар 1938) је аустријски политичар и бивши председник Аустрије. Ожењен је са Маргит Фишер и има двоје деце, Филипа и Лизу. На функцији је био од 2004. године до 2017.године.
После завршене гимназије у Бечу, Фишер је од 1956. године студирао право на Универзитету у истом граду и на њему је докторирао 1961. године. Поред политичке, Фишер је имао и академску каријеру, а 1993. године је постао професор политичких наука на Универзитету у Инзбруку.
Између 1963. године и 1975. године био је секретар Социјалдемократске партије Аустрије (SPÖ), а од 1975. године до 1983. године, њен главни пословни задужник.
Од 1971. године до 2004. године био је члан аустријског парламента (Nationalrat). За председника Аустрије изабран је 25. априла 2004. године, а 2010. године је реизабран у првом кругу.